# Чалханоглу, Хакан
Хака́н Чалханоглу́ (нем. и тур. Hakan Çalhanoğlu; 8 февраля 1994, Мангейм, Германия) — турецкий и немецкий футболист, атакующий полузащитник итальянского клуба «Интернационале» и капитан сборной Турции. Участник трёх чемпионатов Европы (2016, 2020 и 2024).

## Биография
Хакан родился и вырос в крупнейшем городе Швабии Мангейме. Он увлекался спортом с малых лет, посещая различные секции. В возрасте 5 лет родители отдали Хакана в футбольную школу «Туранспор», а уже через два года мальчишка присоединился к профессиональному клубу «Вальдхоф», где провёл более семи сезонов. Летом 2009 года Хакан перебрался в молодёжную команду «Карлсруэ» и уже в дебютном сезоне ярко проявил себя в матчах молодёжной Бундеслиги.

## Клубная карьера

### «Карлсруэ»
Благодаря своей игре в молодёжной команде в сезоне 2011/12, он привлёк внимание главного тренера первой команды Йорна Андерсена, который пригласил молодого футболиста в основной состав. 5 февраля 2012 года Чалханоглу дебютировал за «Карлсруэ» в домашнем матче против «Эрцгебирге Ауэ» (2:1), отыграв 79 минут и отдав два голевых паса. До конца сезона отыграл 12 матчей и лишь 1 раз остался на замене. В марте 2012 года он подписал новый контракт с клубом до 30 июня 2016 года. Уже летом Чалханоглу активно интересовались клубы из высшего дивизиона. 3 июля стало известно, что «Вердер» практически договорился о трансфере хавбека сборной Турции. Однако впоследствии переговоры застопорились, а Хакан продолжил защищать цвета «Карлсруэ» в рамках третьего дивизиона Германии. В поединке против «Хайденхайма» турок забил свои первые голы в профессиональном футболе (2:2). 8 августа он забил единственный мяч своей команды в поединке против «Оснабрюка» (1:1).

### «Гамбург»
14 августа 2012 года Чалханоглу перешёл в «Гамбург». Он подписал контракт до 2016 года и был отдан в аренду на один год обратно в «Карлсруэ». Спустя пять дней Чалханоглу в составе «Карлсруэ» играл против «Гамбурга» в первом раунде Кубка Германии и помог своей команде добиться победы (4:2), отдав один голевой пас. Сезон 2012/13 помог футболисту раскрыть свой талант форварда. Он был выдвинут на позицию центрального нападающего, и забил 17 голов в 36 матчах. Команда из Швабии заняла второе место и сумела выйти во Вторую Бундеслигу. Чалханоглу в свою очередь был признан лучшим игроком лиги и лучшим молодым игроком «Карлсруэ».
Перед началом сезона 2013/14 Чалханоглу вернулся в «Гамбург» и получил девятый номер. 4 августа 2013 года в матче первого раунда Кубка Германии против «Шотта» (4:0) он дебютировал за «динозавров», выйдя на замену на 77-й минуте. Неделю спустя Чалханоглу дебютировал в Бундеслиге в гостевом матче против «Шальке» (3:3), выйдя на поле в стартовом составе. На заре своей карьеры в стане «динозавров» использовался на нескольких позициях: в центре поля, на правом фланге атаки и в опорной зоне. 31 августа 2013 года в домашнем матче против брауншвейгского «Айнтрахта» (4:0) он забил два своих первых гола в Бундеслиге. К концу первого круга турок занял место в стартовом составе «Гамбурга» и вместе с командой начал бороться за выживание. В ноябре Хакан записал на свой счёт три гола и одну голевую передачу. Он также отметился в последнем туре перед зимним перерывом, однако его команда проиграла на домашней арене «Майнцу» (2:3). Вскоре стало известно, что Чалханоглу может покинуть «Гамбург» ради игры на своей исторической родине в «Галатасарае». Вскоре сам хавбек подтвердил данную информацию, но отметил, что раньше конца сезона не покинет Гамбург. А уже после закрытия трансферного окна представители «Галатасарая» сообщили, что больше не интересуются игроком. 5 февраля 2014 года Чалханоглу продлил контракт с «Гамбургом» до 2018 года.
До конца сезона 2013/14 Хакан помог «динозаврам» сохранить место в высшем дивизионе. Футболист отметился семью голами и тремя результативными передачами, а «Гамбург» несмотря на пятиматчевую проигрышную серию на финале сезона занял 16-е место, которое позволяло отправиться на стыковые матчи. 18 мая 2014 года «Гамбург» сыграл вничью с «Гройтер Фюртом» (1:1) и благодаря правилу выездного гола остался в высшем дивизионе Германии.

### «Байер 04»

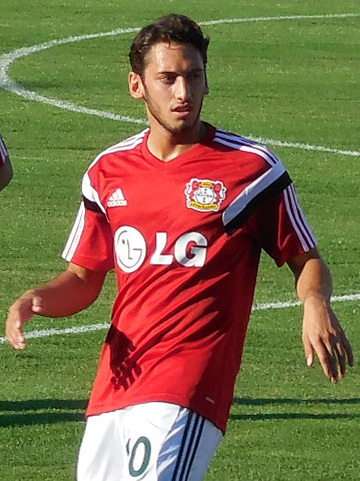
Чалханоглу в составе «Байера»

Летом 2014 года за Хаканом велась настоящая охота. Игрока сборной Турции хотели заполучить в свои ряды «Ювентус», «Реал», «Челси», «Атлетико», «Бавария», «Арсенал» и «Ливерпуль». В начале июня Хакан дал интервью, в котором отметил, что хотел бы стать игроком «Байера».
Я уже уведомил руководство «Гамбурга» о желании сменить клуб. Хочу играть в еврокубках. Могу, например, представить себя в составе "Байера". А вообще передо мной стоит цель достичь уровня Криштиану Роналду и Лео Месси. Думаю, мне под силу стать мировой звездой, поэтому я не боюсь новых вызовов.
4 июля 2014 года Чалханоглу перешёл в «Байер 04», подписав контракт до 2019 года. Сумма трансфера по разным оценкам составила 15 млн евро. 19 июня Хакан дебютировал в матче Лиги чемпионов против «Копенгагена» (3:2). Главный тренер «Байера» Рогер Шмидт использовал игрока на позиции центрального полузащитника. В ответном матче квалификации против «Копенгагена» (4:0) Чалханоглу забил дебютный гол за «Байер». А ещё через три дня он отметился двумя голевыми передачами в поединке Бундеслиги против «Герты» (4:2) и был признан лучшим игроком той встречи.
Молодой и амбициозный Хакан быстро нашёл своё место в «Байере». Ему пришлось позабыть о роли центрфорварда, однако даже в середине поля турок выглядел замечательно. Чалханоглу начали сравнивать с Озилом времён «Реала». Однако в отличие от последнего Хакан всегда выручал свою команду в сложных и ответственных поединках. К примеру, он отдал две голевые передачи в поединке Лиги чемпионов против «Зенита» (2:0). А затем забил единственный мяч в битве за третье место Бундеслиги против «Шальке 04» (1:0).
Зимой 2015 года Хаканом неожиданно заинтересовалась «Барселона», которая собиралась обновлять среднюю линию поля. Футболист не скрывал своего удивления, однако пообещал болельщикам «фармацевтов» не покидать команду посреди сезона. 25 февраля Хакан забил важнейший гол в матче 1/8 Лиги чемпионов против «Атлетико» (1:0). Этот мяч чуть было не вывел команду в четвертьфинал престижнейшего турнира, однако в ответном поединке в Мадриде «Байер» уступил в серии пенальти.
2 февраля 2017 года ФИФА дисквалифицировала Чалханоглу до конца сезона 2016/17 — в 2011 году Чалханоглу выступал за «Карлсруэ» и согласовал контракт с «Трабзонспором», но затем он продлил соглашение с «Карлсруэ» и перешёл в «Гамбург», что ФИФА признала нарушением.

### «Милан»
3 июля 2017 года Чалханоглу перешёл в итальянский «Милан», подписав контракт до 2021 года. Сумма трансфера составила от 20 до 25 миллионов евро в зависимости от бонусов. В момент перехода Хакана «Милан» тренировал Винченцо Монтелла, при котором турок играл левого вингера, и показывал крайне нестабильную игру. 27 ноября клуб возглавил Дженнаро Гаттузо. При нём Хакан чаще начал появляться в полузащите, и в целом для игрока ситуация чуть улучшилась. Всего в кампании 2017/18 Чалханоглу провел 30 матчей, забил 6 голов и отдал 8 ассистов.

### «Интер»
22 июня 2021 года, вскоре после вылета сборной Турции с Чемпионата Европы по футболу 2020 года, Чалханоглу, на правах свободного агента, перешёл в миланский «Интер», подписав с клубом контракт на 3 года до лета 2024 года. В первом же сезоне Хакан завоевал с «Интером» Суперкубок Италии и Кубок Италии, однако команда уступила Скудетто бывшему клубу Хакана — «Милану». Во время празднования Скудетто фанаты и некоторые игроки «Милана» позволяли себе оскорбительные кричалки и баннеры в адрес Чалханоглу. Причиной тому являлось интервью игрока после перехода в «Интер», где он заявил, что перешел в «Интер» чтобы взять Скудетто и что уровень игроков «нерадзурри» выше чем у «Милана». Ранее Хакан также отпраздновал гол в ворота «красно-черных» забив с пенальти в миланском дерби. В сезоне 2021-22 Хакан забил 7 голов и отдал 13 ассистов.

## Международная карьера
Чалханоглу сыграл за все юношеские и молодёжные сборные Турции. В 2013 году в составе сборной Турции до 20 лет он участвовал в чемпионате мира среди молодёжных команд. В матче третьего тура против австралийцев (2:1) он забил гол, который помог его сборной выйти в 1/8 финала. Однако турки проиграли французам (1:4) и вылетели из турнира. Осенью 2013 года Хакан получил предложения от национальных футбольных ассоциаций Германии и Турции.
6 сентября 2013 года Чалханоглу дебютировал за сборную Турции. Он вышел на замену на 82-й минуте матча отборочного раунда чемпионата мира 2014 года против сборной Андорры (5:0). В начале июня 2014 года турецкие СМИ сообщили, что во время одного из товарищеских матчей Чалханоглу повздорил со своим партнёром по сборной Тёре Гёкханом. Последний достал пистолет и угрожал Хакану, а также его партнёру по «Байеру» Эмару Топраку. Изначально представители сборной выступили с опровержением данного известия, однако когда в ноябре Чалханоглу отказался приезжать в сборную, агент Гёкхана сообщил, что данный инцидент имел место.

## Достижения

### Командные
«Интернационале»
- Чемпион Италии: 2023/24
- Обладатель Кубка Италии (2): 2021/22, 2022/23
- Обладатель Суперкубка Италии (3): 2021, 2022, 2023
- Финалист Лиги чемпионов УЕФА (2): 2022/23, 2024/25

### Личные
- Футболист года в Турции: 2021[27]
- Лучший игрок месяца Серии A (2): декабрь 2020[28], ноябрь 2021[29]
- Член символической «команды года» Серии А (2): 2022/23[30], 2023/24[31]
- Член символической «команды сезона» Серии А: 2023/24[32]
- Лучший полузащитник Серии А: 2023/24[33]

## Клубная статистика
| Выступление      | Выступление       | Выступление      | Лига | Лига | Кубки | Кубки | Еврокубки | Еврокубки | Остальные | Остальные | Итого | Итого |
| Клуб             | Лига              | Сезон            | Игры | Голы | Игры  | Голы  | Игры      | Голы      | Игры      | Голы      | Игры  | Голы  |
| ---------------- | ----------------- | ---------------- | ---- | ---- | ----- | ----- | --------- | --------- | --------- | --------- | ----- | ----- |
| Карлсруэ         | Вторая Бундеслига | 2011/12          | 14   | 0    | 0     | 0     | 0         | 0         | 2         | 0         | 16    | 0     |
| Карлсруэ         | Третья лига       | 2012/13          | 36   | 17   | 3     | 0     | 0         | 0         | 0         | 0         | 39    | 17    |
| Карлсруэ         | Итого             | Итого            | 50   | 17   | 3     | 0     | 0         | 0         | 2         | 0         | 55    | 17    |
| Гамбург          | Бундеслига        | 2013/14          | 32   | 11   | 4     | 0     | 0         | 0         | 2         | 0         | 38    | 11    |
| Гамбург          | Итого             | Итого            | 32   | 11   | 4     | 0     | 0         | 0         | 2         | 0         | 38    | 11    |
| Байер 04         | Бундеслига        | 2014/15          | 33   | 8    | 4     | 2     | 10        | 3         | 0         | 0         | 47    | 13    |
| Байер 04         | Бундеслига        | 2015/16          | 31   | 3    | 3     | 1     | 12        | 4         | 0         | 0         | 46    | 8     |
| Байер 04         | Бундеслига        | 2016/17          | 15   | 6    | 1     | 0     | 6         | 1         | 0         | 0         | 22    | 7     |
| Байер 04         | Итого             | Итого            | 79   | 17   | 8     | 3     | 28        | 8         | 0         | 0         | 115   | 28    |
| Милан            | Серии A           | 2017/18          | 31   | 6    | 4     | 0     | 10        | 2         | 0         | 0         | 45    | 8     |
| Милан            | Серии A           | 2018/19          | 36   | 3    | 5     | 0     | 5         | 1         | 0         | 0         | 46    | 4     |
| Милан            | Серии A           | 2019/20          | 35   | 9    | 3     | 2     | 0         | 0         | 0         | 0         | 38    | 11    |
| Милан            | Серии A           | 2020/21          | 33   | 4    | 1     | 0     | 9         | 5         | 0         | 0         | 43    | 9     |
| Милан            | Итого             | Итого            | 135  | 22   | 13    | 2     | 24        | 8         | 0         | 0         | 172   | 32    |
| Интернационале   | Серии A           | 2021/22          | 34   | 7    | 6     | 1     | 6         | 0         | 0         | 0         | 46    | 8     |
| Интернационале   | Серии A           | 2022/23          | 33   | 3    | 4     | 0     | 12        | 1         | 0         | 0         | 49    | 4     |
| Интернационале   | Серии A           | 2023/24          | 32   | 13   | 2     | 1     | 6         | 1         | 0         | 0         | 40    | 15    |
| Интернационале   | Серии A           | 2024/25          | 26   | 5    | 6     | 2     | 10        | 3         | 0         | 0         | 42    | 10    |
| Интернационале   | Итого             | Итого            | 125  | 28   | 18    | 4     | 34        | 5         | 0         | 0         | 177   | 37    |
| Всего за карьеру | Всего за карьеру  | Всего за карьеру | 421  | 95   | 46    | 9     | 86        | 21        | 4         | 0         | 557   | 125   |

1. ↑  В графу «Кубки» входят игры и голы в национальных кубках, кубках лиги и суперкубках.
2. ↑  Остальные официальные матчи